# Julien Sablé
Julien Sable (11 de septiembre de 1980 en Marsella, Francia) es un exfutbolista y entrenador francés. Jugaba de mediocampista. Debutó en 1997 en las filas del AS Saint Étienne, equipo con el que ascendió dos veces a la Ligue 1 y del que llegó a ser capitán. También jugó en el RC Lens y el OGC Niza antes de retirarse en el Sporting Club de Bastia en 2014. Actualmente dirige al equipo filial del OGC Niza.

## Estadísticas

### Clubes
| Club | Div.             | Temporada | Liga  | Liga  | Copas nacionales(1) | Copas nacionales(1) | Copas internacionales(2) | Copas internacionales(2) | Total | Total |
| Club | Div.             | Temporada | Part. | Goles | Part.               | Goles               | Part.                    | Goles                    | Part. | Goles |
| A. S. Saint Étienne Francia |                  |           |       |       |                     |                     |                          |                          |       |       |
| 2ª | 1997-98          | 1         | 0     | —     | —                   | —                   | —                        | 1                        | 0     |       |
| 2ª | 1998-99          | 29        | 0     | 3     | 0                   | —                   | —                        | 32                       | 0     |       |
| 1ª | 1999-00          | 32        | 1     | 3     | 0                   | —                   | —                        | 35                       | 1     |       |
| 1ª | 2000-01          | 31        | 0     | 4     | 1                   | —                   | —                        | 35                       | 1     |       |
| 2ª | 2001-02          | 33        | 0     | 3     | 0                   | —                   | —                        | 36                       | 0     |       |
| 2ª | 2002-03          | 37        | 0     | 5     | 0                   | —                   | —                        | 42                       | 0     |       |
| 2ª | 2003-04          | 36        | 1     | 6     | 0                   | —                   | —                        | 42                       | 1     |       |
| 1ª | 2004-05          | 37        | 5     | 5     | 0                   | —                   | —                        | 42                       | 5     |       |
| 1ª | 2005-06          | 36        | 2     | 1     | 0                   | 4                   | 2                        | 41                       | 4     |       |
| 1ª | 2006-07          | 32        | 0     | 4     | 0                   | —                   | —                        | 36                       | 0     |       |
| Total club | Total club       | 304       | 9     | 34    | 1                   | 4                   | 2                        | 342                      | 12    |       |
| R. C. Lens Francia |                  |           |       |       |                     |                     |                          |                          |       |       |
| 1ª | 2007-08          | 16        | 0     | 6     | 0                   | 3                   | 0                        | 25                       | 0     |       |
| 2ª | 2008-09          | 12        | 0     | 4     | 0                   | —                   | —                        | 16                       | 0     |       |
| Total club | Total club       | 28        | 0     | 10    | 0                   | 3                   | 0                        | 41                       | 0     |       |
| O. G. C. Niza Francia |                  |           |       |       |                     |                     |                          |                          |       |       |
| 1ª | 2008-09          | 15        | 0     | 1     | 0                   | —                   | —                        | 16                       | 0     |       |
| 1ª | 2009-10          | 23        | 0     | 2     | 0                   | —                   | —                        | 25                       | 0     |       |
| 1ª | 2010-11          | 32        | 0     | 4     | 0                   | —                   | —                        | 36                       | 0     |       |
| 1ª | 2011-12          | 20        | 0     | 5     | 0                   | —                   | —                        | 25                       | 0     |       |
| Total club | Total club       | 90        | 0     | 12    | 0                   | 0                   | 0                        | 102                      | 0     |       |
| Sporting Club de Bastia Francia |                  |           |       |       |                     |                     |                          |                          |       |       |
| 1ª | 2012-13          | 21        | 0     | 2     | 0                   | —                   | —                        | 23                       | 0     |       |
| 1ª | 2013-14          | 23        | 0     | 2     | 0                   | —                   | —                        | 25                       | 0     |       |
| Total club | Total club       | 44        | 0     | 4     | 0                   | 0                   | 0                        | 48                       | 0     |       |
| Total en carrera | Total en carrera | 466       | 9     | 60    | 1                   | 7                   | 2                        | 533                      | 12    |       |
| (1) Incluye datos de Copa de Francia y Copa de la Liga de Francia. (2) Incluye datos de Copa Intertoto de la UEFA y Liga Europea de la UEFA. |                  |           |       |       |                     |                     |                          |                          |       |       |

## Palmarés

### Torneos nacionales
| Título           | Equipo              | País    | Año       |
| ---------------- | ------------------- | ------- | --------- |
| Copa Gambardella | A. S. Saint Étienne | Francia | 1998      |
| Ligue 2          | A. S. Saint Étienne | Francia | 1998-1999 |
| Ligue 2          | A. S. Saint Étienne | Francia | 2003-2004 |
| Ligue 2          | R. C. Lens          | Francia | 2008-2009 |